# Eicher (Duits bedrijf)

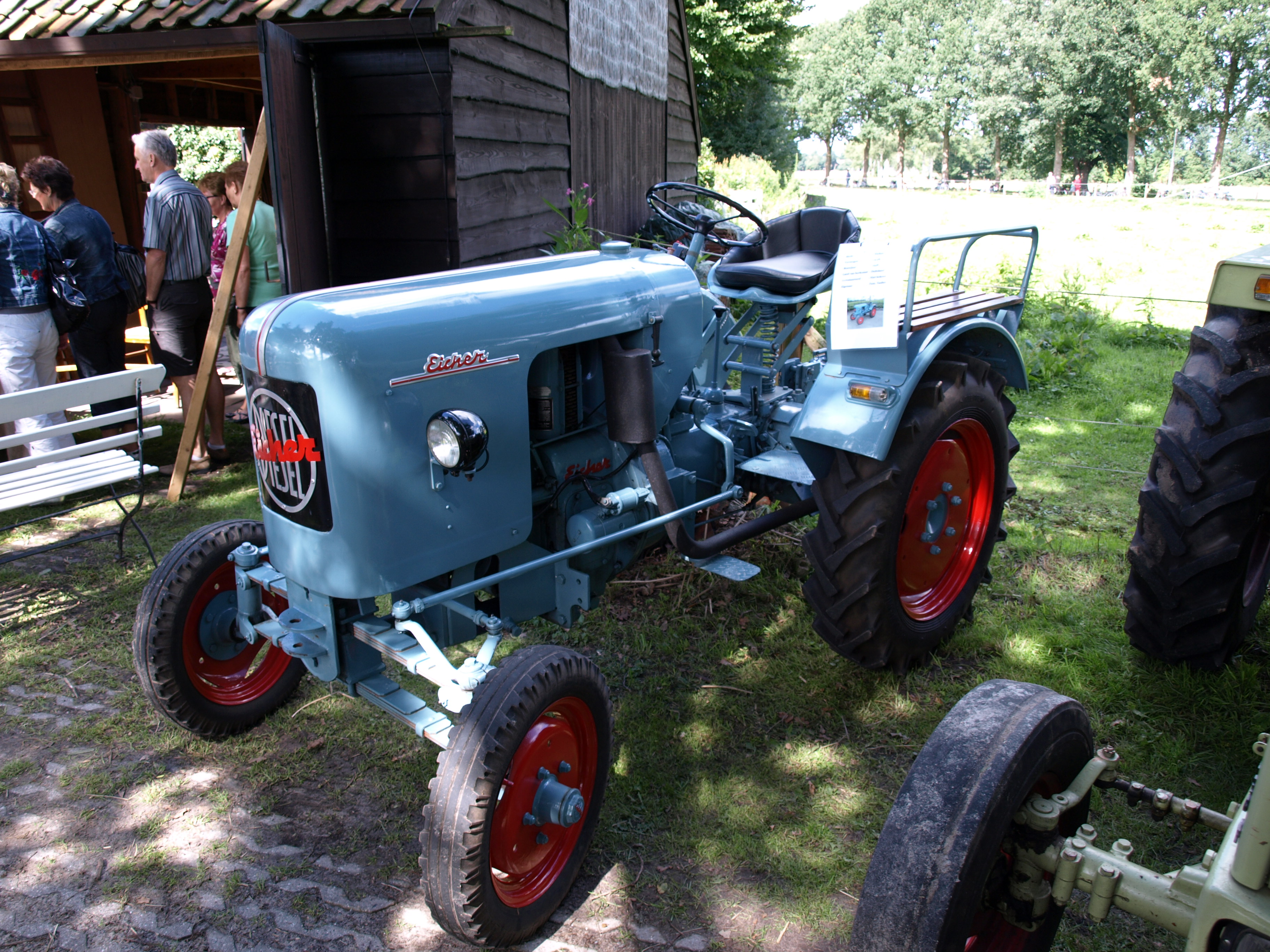
Eicher-tractor uit 1958

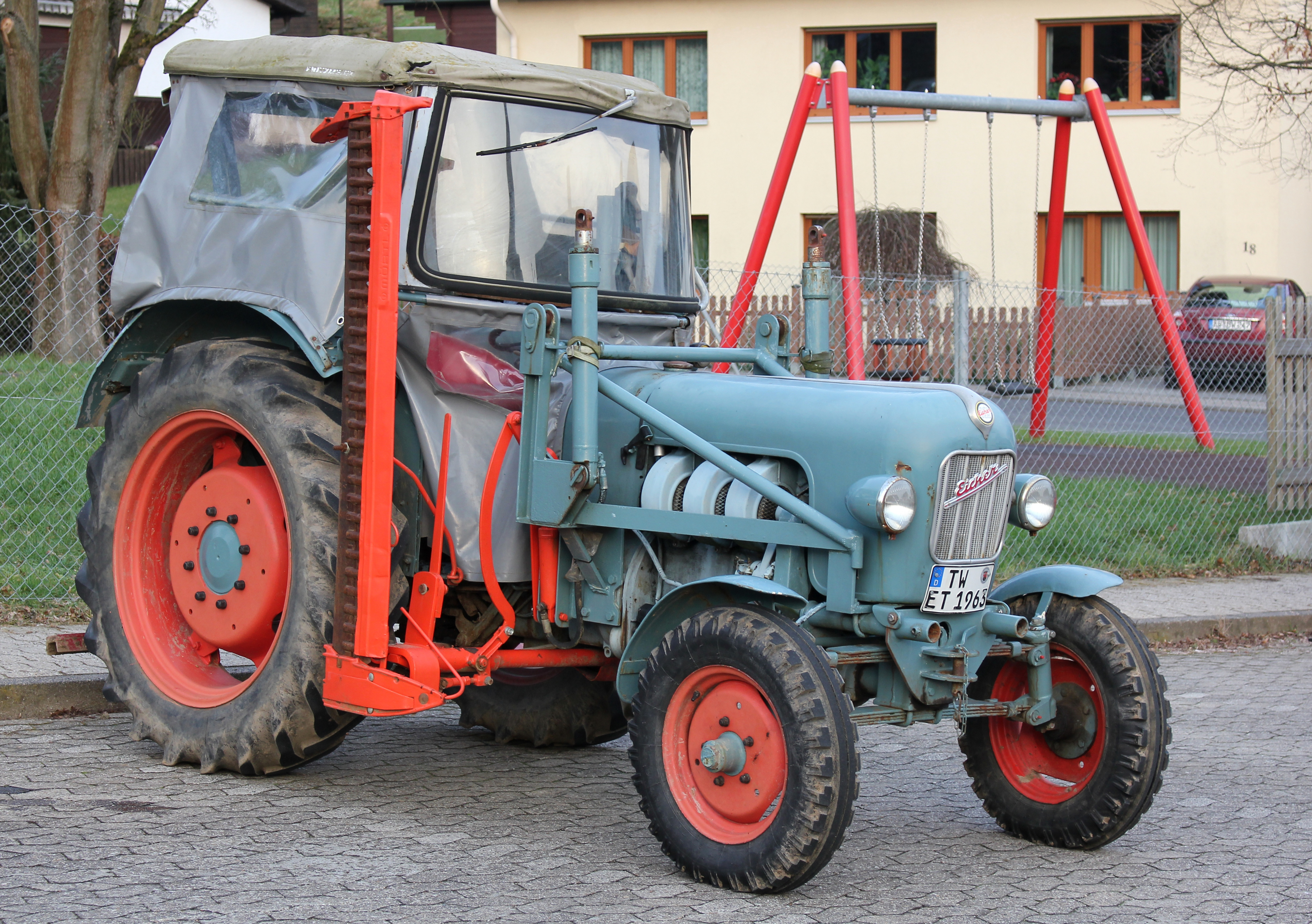
Eicher EM 300 d uit 1963

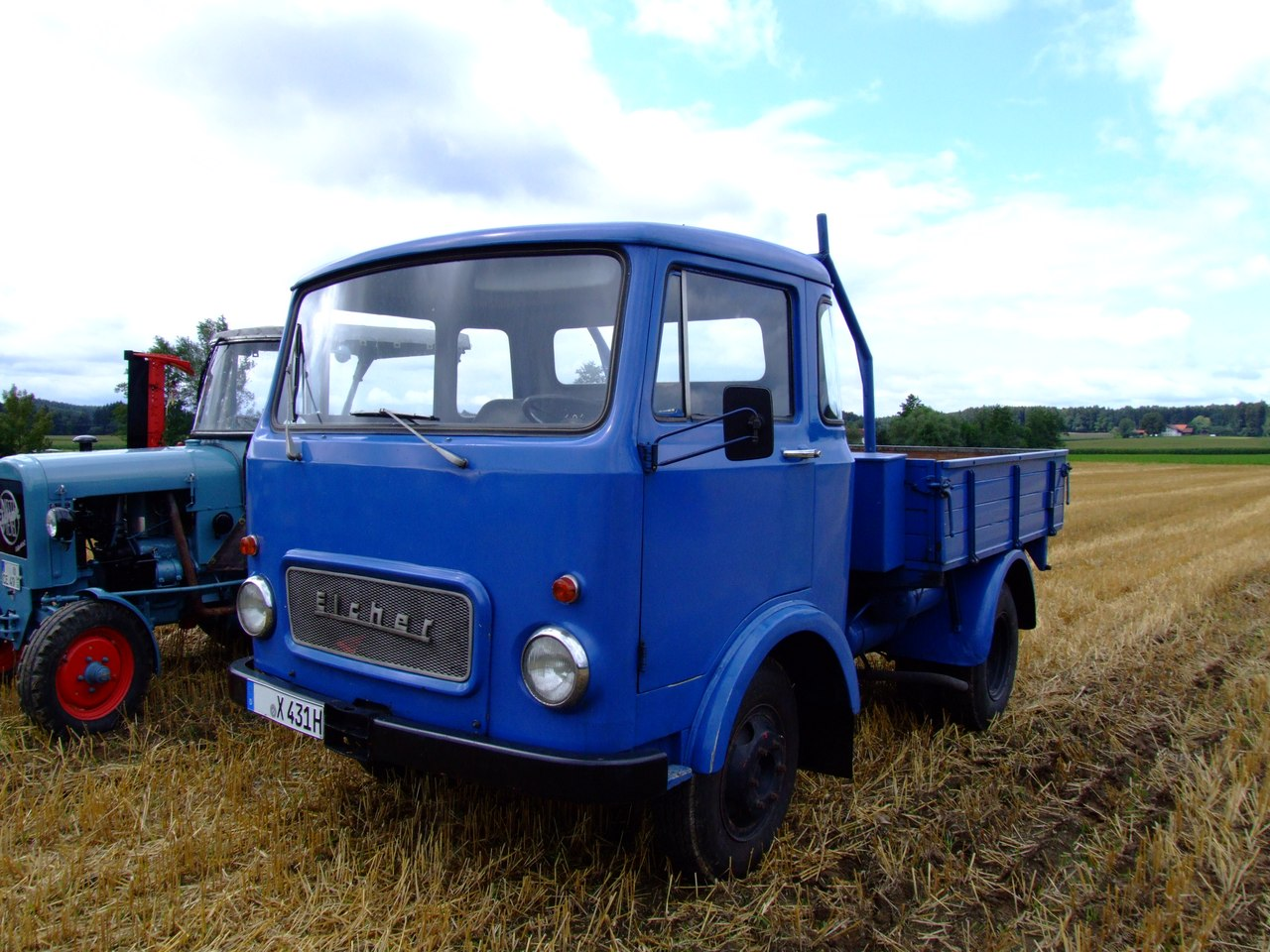
Eicher-vrachtwagen van 57pk uit 1967

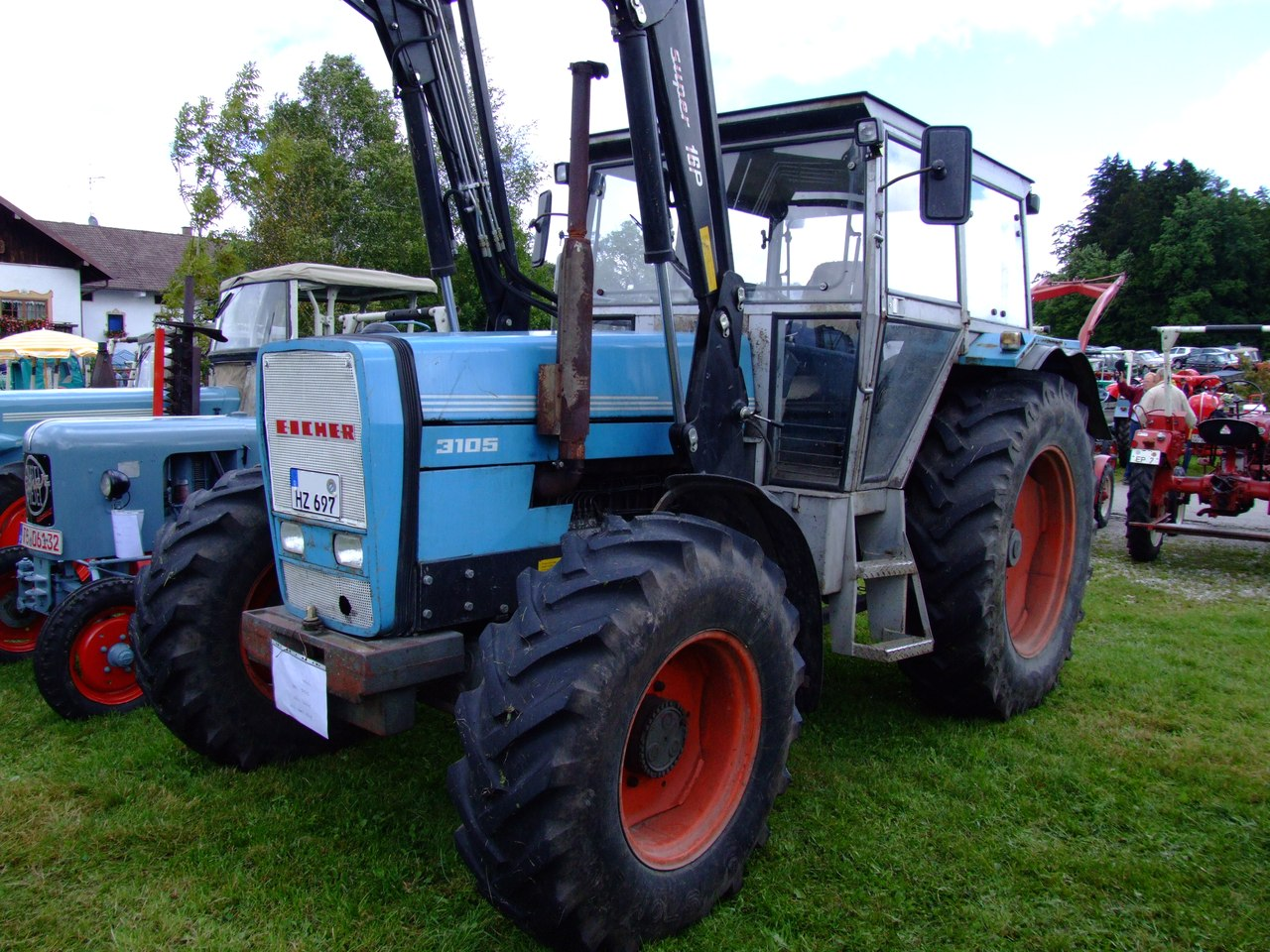
Eicher-tractor van 105 pk uit 1977

Eicher was een Duitse fabrikant van tractoren landbouwmachines en vrachtauto's.

## Geschiedenis
Het bedrijf werd in 1934 opgericht, maar pas na de Tweede Wereldoorlog zou het seriematig tractoren beginnen te produceren. Het was de eerste fabrikant die een luchtgekoelde, direct ingespoten dieselmotor toepaste in een tractor.
In 1957 zette het een Indiase tak op. Eicher India bouwde tot 2005 Eicher-tractoren.
In Duitsland bouwde Eicher naast tractoren ook diverse landbouwmachines zoals ploegen en heftrucks en zelfs vrachtauto's. Eicher had geen netwerk voor bedrijfswagens maar voor tractoren. De uitkomst was Magirus-Deutz dat zelf geen lichte vrachtauto's bouwde.
De serie trucks tot zo'n 7,5 ton, die Magirus toen niet produceerde, werden onder de Magirusvlag door Eicher geproduceerd. 
Eicher kreeg het na een samenwerking vanaf 1970 met Massey Ferguson financieel zwaar en werd uiteindelijk in 1984 gered door het Indiase zusterbedrijf. In 1988 werd het uitgekocht en in 1991 ging het wederom failliet. 
Er volgde een doorstart, maar men is wel gestopt met de bouw van landbouwtractoren in 1991. Daarna is men redelijk succesvol de smalspoortractoren blijven bouwen met de legendarische luchtgekoelde Eicher-motor, herkenbaar aan een ventilator per cilinder. In 2003 moest Eicher dan uiteindelijk toch de deuren sluiten omdat de motor niet meer voldeed aan de laatste Europese norm. De motor aanpassen was te kostbaar voor de kleine serieproductie in de nichemarkt van smalspoortractoren. Er zijn nog enkele Dromson-trekkers verkocht in Eicher-kleuren. 
De Indiase tak bestaat echter nog steeds. Maar de Indiase productie van tractoren en dieselmotoren is inmiddels ingelijfd door Tafe. 

## Nederlandse importeur
De Nederlandse importeur van Eicher (Hissink Oeken) is in 2007 opnieuw begonnen met het verkopen van Eicher-tractoren. Deze bestaan uit Carraro-componenten die in Oeken worden geassembleerd. In de nieuwe Eicher-tractoren wordt geheel volgens traditie een luchtgekoelde dieselmotor ingebouwd, ditmaal een Deutz-motor. 
Echter ook deze motor krijgt in 2008-2009 te maken met de moeilijkheid van de euronorm. Waarschijnlijk is na die tijd de periode van luchtgekoelde motoren gesloten. 